# Матюк Микола Захарович
Микола Захарович Матюк (1909 — 2007) — радянський і російський авіаконструктор, доктор технічних наук. Герой Соціалістичної Праці. Лауреат Ленінської премії і трьох Сталінських премій.

## Біографія
Народився 14 (27) жовтня 1909 року в селі Лешно (нині Чистиковське сільське поселення, Руднянський район, Смоленська область). Після закінчення робітфаку в 1929 році вступив в МВТУ імені Баумана, у 1935 році закінчив МАІ, який виділився в самостійний вуз.
З 1933 році, ще в студентські роки, працював в ОКБ М. М. Полікарпова. З 1939 року— в ОКБ Мікояна; в 1957—1997 роках — головний конструктор ОКБ імені Мікояна.
В останні роки — головний конструктор державного унітарного підприємства «Російська літакобудівна корпорація „МіГ“».
Брав участь у розробці літаків І-17, І-153 «Чайка», ВІТ-2, І-180, І-190, І-15, І-16, І-200 (МіГ-1), Міг-3, МіГ-9, МіГ-15, МіГ-17, МіГ-19, МіГ-21, І-7К, І-75, І-75Ф і Е-150.
Керував розробкою МіГ-25, МіГ-110.
Похований у Москві на Троєкуровському кладовищі.

## Нагороди та премії
- Сталінська премія другого ступеня (1949) — за створення нового літакового агрегату
- Сталінська премія першого ступеня (1952) — за створення літака Міг-17
- Сталінська премія (1954)
- Герой Соціалістичної Праці (12 липня 1957)
- орден Леніна (12 липня 1957)
- Ленінська премія (1972)
- орден «За заслуги перед Вітчизною» III ступеня (27 грудня 1999)[4]
- медалі.